# Reichstagswahl 1912
- SPD: 110
- FVP: 42
- NLP: 45
- Minderheiten: 28
- Unabh.: 2
- BdL/BB/DBB: 7
- DHP: 5
- Z: 91
- DRP: 14
- DKP: 43
- Antisemiten: 10

Die Ergebnisse der Reichstagswahl nach Wahlkreisen. Die Nummerierung der Wahlkreise entspricht der der Tabelle.

Die Reichstagswahl 1912 war die Wahl zum 13. Deutschen Reichstag. Sie fand am 12. Januar 1912 statt. Es war die letzte Wahl des Reichstags vor dem Ersten Weltkrieg und die letzte im Deutschen Kaiserreich überhaupt. Das Parlament konstituierte sich am 7. Februar 1912.

## Gesamtergebnis

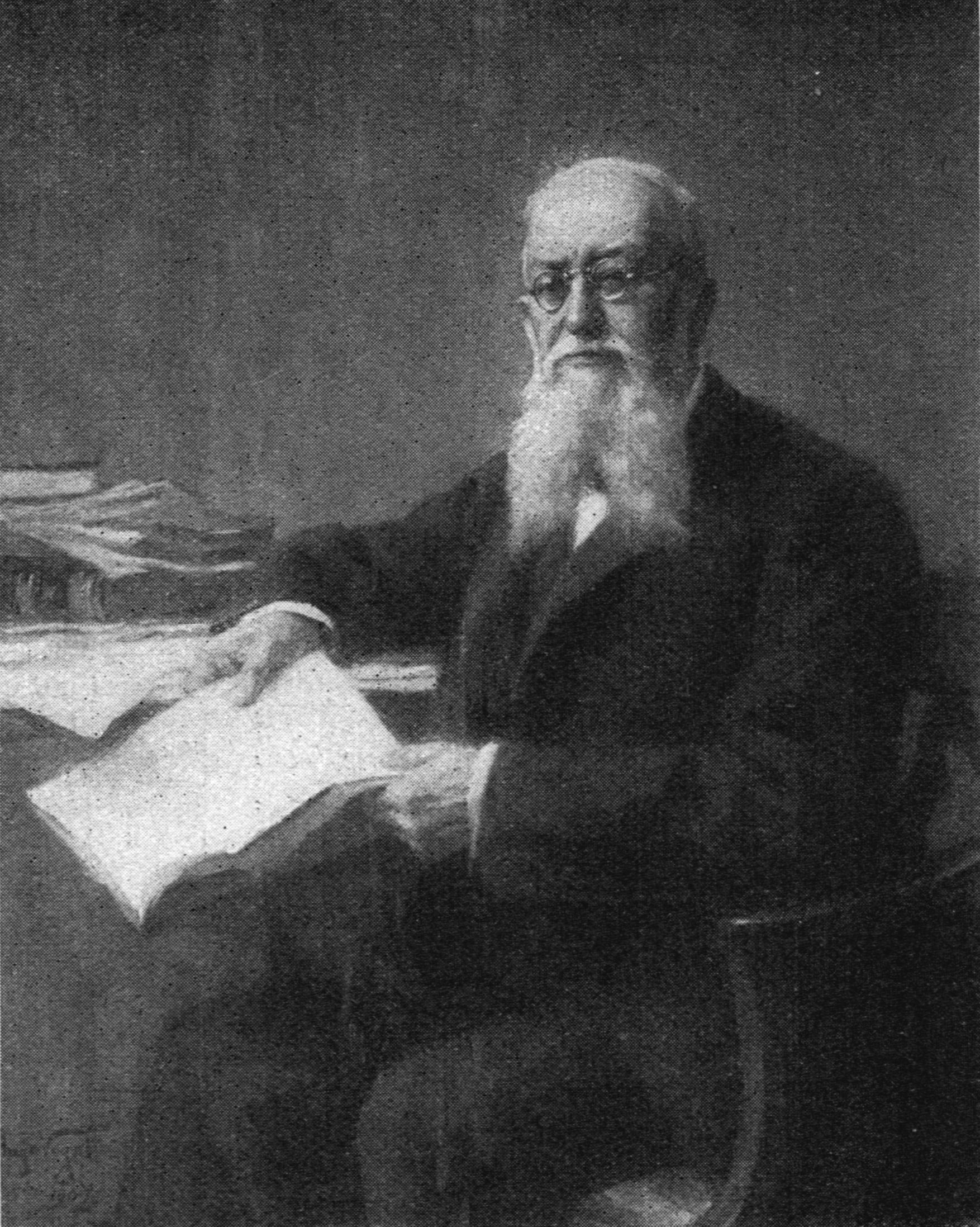
Zu einem dramatischen Kopf-an-Kopf-Rennen, das das unerwartet starke Abschneiden der Sozialdemokraten illustriert, kam es im Wahlkreis Berlin I, zu dem das Berliner Schloss und das Ministerviertel gehörten.
Der renommierte fortschrittliche Bankier Johannes Kaempf (s. o.), Präsident des Deutschen Handelstages, konnte sich in der Stichwahl nur äußerst knapp mit 9 Stimmen Vorsprung gegen den relativ unbekannten Essener Sozialdemokraten Wilhelm Düwell (1866–1936) durchsetzen. Kaempf gewann damit wie schon 1907 und 1903 den einzigen Berliner Wahlkreis, der nicht an die SPD fiel. Er wurde von 1912 bis zu seinem Tod 1918 Reichstagspräsident.

Die Wahlbeteiligung lag bei rund 85 % und damit etwa so hoch wie bei der Reichstagswahl 1907.
Eindeutiger Wahlsieger war die SPD. Sie erhielt etwa 4,25 Millionen Stimmen (34,8 %) und damit so viele wie noch nie zuvor eine Partei bei Reichstagswahlen. Trotz der Verzerrungen durch das Mehrheitswahlrecht und die Benachteiligung durch die seit 1871 unveränderte Wahlkreiseinteilung stellte sie auch zum ersten Mal mit 110 Abgeordneten die stärkste Fraktion. Nur die Nationalliberale Partei hatte bei der ersten Reichstagswahl 1871 mehr Wahlkreise (119 von 382) gewonnen.
Zweitstärkste Fraktion wurde das Zentrum mit 91 Abgeordneten, obwohl es weniger als halb so viele Stimmen wie die SPD bekommen hatte.
Konservative und Nationalliberale, die die Regierung von Reichskanzler Theobald von Bethmann Hollweg unterstützt hatten, verloren deutlich an Stimmen und Mandaten. Die 1910 als Zusammenschluss mehrerer linksliberaler Parteien gegründete Fortschrittliche Volkspartei verlor im Vergleich zu ihren Vorgängern ebenfalls einige Mandate. Sie hatte Wahlabsprachen mit der SPD getroffen und teilweise einen gemeinsamen Wahlkampf mit der SPD geführt.
| Politische Richtung                     | Politische Richtung                     | Parteien                             | Parteien | Wählerstimmen | Wählerstimmen | Wählerstimmen | Sitze im Reichstag | Sitze im Reichstag | Sitze im Reichstag |
| --------------------------------------- | --------------------------------------- | ------------------------------------ | -------- | ------------- | ------------- | ------------- | ------------------ | ------------------ | ------------------ |
| Politische Richtung                     | Politische Richtung                     | Parteien                             | Parteien | in Mio.       | Anteil        | ggüb. 1907    | absolut            | Anteil             | ggüb. 1907         |
| Konservative                            | Konservative                            | Deutschkonservative Partei (Kons)    |          | 1,042         | 8,5 %         | −0,9 %        | 43                 | 10,8 %             | −17 ▼              |
| Konservative                            | Konservative                            | Deutsche Reichspartei (DRP)          |          | 0,367         | 3,0 %         | −1,2 %        | 14                 | 3,5 %              | −10 ▼              |
| Liberale                                | Rechts-                                 | Nationalliberale Partei (NLP)        |          | 1,663         | 13,6 %        | −0,9 %        | 45                 | 11,3 %             | −10 ▼              |
| Liberale                                | Links-                                  | Fortschrittliche Volkspartei (FVP)1) |          | 1,497         | 12,3 %        | +1,3 %        | 42                 | 10,6 %             | −7 ▼               |
| Katholiken                              | Katholiken                              | Zentrumspartei                       |          | 1,997         | 16,4 %        | −3,0 %        | 91                 | 22,9 %             | −14 ▼              |
| Sozialisten                             | Sozialisten                             | Sozialdemokraten (SPD)               |          | 4,250         | 34,8 %        | +5,9 %        | 110                | 27,7 %             | +67 ▲              |
| Nationale Minderheiten Regionalparteien | Nationale Minderheiten Regionalparteien | Polen                                |          | 0,442         | 3,6 %         | −0,4 %        | 18                 | 4,5 %              | −2 ▼               |
| Nationale Minderheiten Regionalparteien | Nationale Minderheiten Regionalparteien | Elsaß-Lothringer                     |          | 0,162         | 1,3 %         | +0,4 %        | 9                  | 2,3 %              | +2 ▲               |
| Nationale Minderheiten Regionalparteien | Nationale Minderheiten Regionalparteien | Deutsch-Hannoversche Partei (DHP)    |          | 0,085         | 0,7 %         | ±0,0 %        | 5                  | 1,3 %              | +4 ▲               |
| Nationale Minderheiten Regionalparteien | Nationale Minderheiten Regionalparteien | Dänen                                |          | 0,017         | 0,1 %         | ±0,0 %        | 1                  | 0,3 %              | ±0 ▬               |
| Sonstige                                | Sonstige                                | Bauernparteien2)                     |          | 0,234         | 1,9 %         | +0,2 %        | 7                  | 1,8 %              | −2 ▼               |
| Sonstige                                | Sonstige                                | Antisemitenparteien3)                |          | 0,300         | 2,5 %         | −0,6 %        | 10                 | 2,5 %              | −11 ▼              |
| Sonstige                                | Sonstige                                | Sonstige                             |          | 0,152         | 1,2 %         | −0,8 %        | 2                  | 0,5 %              | ±0 ▬               |
| Gesamt                                  | Gesamt                                  | Gesamt                               | Gesamt   | 12,208        | 100 %         |               | 397                | 100 %              | ±0                 |

Anmerkungen:
- 1) 1910 gegründet durch Zusammenschluss von Freisinniger Volkspartei (FVp), Freisinniger Vereinigung (FVg) und Deutscher Volkspartei (DtVP). Die Angaben zu Veränderungen gegenüber der Reichstagswahl 1907 beziehen sich auf deren aufsummierten damaligen Ergebnisse
- 2) Sitze (mit Veränderung zu 1907): Bund der Landwirte (BdL) 3 (−5), Bayerischer Bauernbund (BB) 2 (+1), Deutscher Bauernbund (DBB) 2 (neu)
- 3) Sitze (mit Veränderung zu 1907): Deutsche Reformpartei (Ref) 3 (−3), Christlich-Soziale Partei (CSP) 3 (±0), Deutsch-Soziale Partei (DSP) 2 (−6), sonstige 2 (−2)

## Gewählte Abgeordnete nach Wahlkreisen

Reichskanzler v. Bethmann Hollweg am 12. Januar beim Betreten des Wahllokals. Fast die gesamte politische Prominenz der Hauptstadt, darunter sämtliche Minister, wählte in dem Lokal Zur Alten Bauernschänke in Berlin-Mitte, Jägerstraße 69.

In jedem der insgesamt 397 Wahlkreise wurde nach absolutem Mehrheitswahlrecht ein Abgeordneter gewählt. Wenn kein Kandidat im ersten Wahlgang die absolute Mehrheit erreichte, wurde eine Stichwahl zwischen den beiden bestplatzierten Kandidaten durchgeführt.

### Preußen
| Königreich Preußen                                    | Königreich Preußen                                                                  | Königreich Preußen                               | Königreich Preußen                               | Königreich Preußen                               |
| Provinz Ostpreußen – Regierungsbezirk Königsberg      | Provinz Ostpreußen – Regierungsbezirk Königsberg                                    | Provinz Ostpreußen – Regierungsbezirk Königsberg | Provinz Ostpreußen – Regierungsbezirk Königsberg | Provinz Ostpreußen – Regierungsbezirk Königsberg |
| ----------------------------------------------------- | ----------------------------------------------------------------------------------- | ------------------------------------------------ | ------------------------------------------------ | ------------------------------------------------ |
| 1                                                     | Memel, Heydekrug                                                                    | Felix Schwabach                                  | NLP                                              |                                                  |
| 2                                                     | Labiau, Wehlau                                                                      | Ludwig von Massow-Parnehnen                      | Kons                                             |                                                  |
| 3                                                     | Königsberg-Stadt                                                                    | Hugo Haase                                       | SPD                                              |                                                  |
| 4                                                     | Fischhausen, Königsberg-Land                                                        | Franz Bartschat                                  | FVP                                              |                                                  |
| 5                                                     | Heiligenbeil, Preußisch-Eylau                                                       | Georg Frommer                                    | Kons                                             |                                                  |
| 6                                                     | Braunsberg, Heilsberg                                                               | Friedrich Preuß                                  | Zentrum                                          |                                                  |
| 7                                                     | Preußisch-Holland, Mohrungen                                                        | August von Veit                                  | Kons                                             |                                                  |
| 8                                                     | Osterode i. Opr., Neidenburg                                                        | Hermann Nehbel                                   | Kons                                             |                                                  |
| 9                                                     | Allenstein, Rößel                                                                   | Kunibert Krix                                    | Zentrum                                          |                                                  |
| 10                                                    | Rastenburg, Friedland, Gerdauen                                                     | Hans Joachim von Brederlow                       | Kons                                             |                                                  |
| Provinz Ostpreußen – Regierungsbezirk Gumbinnen       |                                                                                     |                                                  |                                                  |                                                  |
| 1                                                     | Tilsit, Niederung                                                                   | Arthur Kopp                                      | FVP                                              |                                                  |
| 2                                                     | Ragnit, Pillkallen                                                                  | Hans von Kanitz                                  | Kons                                             |                                                  |
| 3                                                     | Gumbinnen, Insterburg                                                               | Ernst Siehr                                      | FVP                                              |                                                  |
| 4                                                     | Stallupönen, Goldap, Darkehmen                                                      | Hermann Kreth                                    | Kons                                             |                                                  |
| 5                                                     | Angerburg, Lötzen                                                                   | Otto Laser                                       | NLP                                              |                                                  |
| 6                                                     | Oletzko, Lyck, Johannisburg                                                         | Hermann Reck                                     | Kons                                             |                                                  |
| 7                                                     | Sensburg, Ortelsburg                                                                | Ferdinand Rogalla von Bieberstein                | Kons                                             |                                                  |
| Provinz Westpreußen – Regierungsbezirk Danzig         |                                                                                     |                                                  |                                                  |                                                  |
| 1                                                     | Marienburg, Elbing                                                                  | Rudolf Schröder                                  | DP                                               |                                                  |
| 2                                                     | Danzig Land                                                                         | Franz Doerksen                                   | DP                                               |                                                  |
| 3                                                     | Danzig Stadt                                                                        | Friedrich Weinhausen                             | FVP                                              |                                                  |
| 4                                                     | Neustadt (Westpr.), Putzig, Karthaus                                                | Stefan von Laszewski                             | Pole                                             |                                                  |
| 5                                                     | Berent, Preußisch Stargard, Dirschau                                                | Petrus Dunajski                                  | Pole                                             |                                                  |
| Provinz Westpreußen – Regierungsbezirk Marienwerder   |                                                                                     |                                                  |                                                  |                                                  |
| 1                                                     | Marienwerder, Stuhm                                                                 | Karl Witt                                        | DP                                               |                                                  |
| 2                                                     | Rosenberg (Westpr.), Löbau                                                          | Johannes Zürn                                    | DP                                               |                                                  |
| 3                                                     | Graudenz, Strasburg (Westpr.)                                                       | Julius Sieg                                      | NLP                                              |                                                  |
| 4                                                     | Thorn, Kulm, Briesen                                                                | Bernhard Schlee                                  | NLP                                              |                                                  |
| 5                                                     | Schwetz                                                                             | Gustav Adolf von Halem                           | DP                                               |                                                  |
| 6                                                     | Konitz, Tuchel                                                                      | Leon von Czarlinski                              | Pole                                             |                                                  |
| 7                                                     | Schlochau, Flatow                                                                   | Wilhelm von Knigge                               | Kons                                             |                                                  |
| 8                                                     | Deutsch-Krone                                                                       | Karl von Gamp-Massaunen                          | DP                                               |                                                  |
| Berlin                                                |                                                                                     |                                                  |                                                  |                                                  |
| 1                                                     | Alt-Berlin, Cölln, Friedrichswerder, Dorotheenstadt, Friedrichstadt-Nord            | Johannes Kaempf                                  | FVP                                              |                                                  |
| 2                                                     | Schöneberger Vorstadt, Friedrichsvorstadt, Tempelhofer Vorstadt, Friedrichstadt-Süd | Richard Fischer                                  | SPD                                              |                                                  |
| 3                                                     | Luisenstadt diesseits des Kanals, Neu-Cölln                                         | Wilhelm Pfannkuch                                | SPD                                              |                                                  |
| 4                                                     | Luisenstadt jenseits des Kanals, Stralauer Vorstadt, Königsstadt-Ost                | Otto Büchner                                     | SPD                                              |                                                  |
| 5                                                     | Spandauer Vorstadt, Friedrich-Wilhelm-Stadt, Königsstadt-West                       | Robert Schmidt                                   | SPD                                              |                                                  |
| 6                                                     | Wedding, Gesundbrunnen, Moabit, Oranienburger Vorstadt, Rosenthaler Vorstadt        | Georg Ledebour                                   | SPD                                              |                                                  |
| Provinz Brandenburg – Regierungsbezirk Potsdam        |                                                                                     |                                                  |                                                  |                                                  |
| 1                                                     | Westprignitz                                                                        | Hans Stubbendorff                                | DP                                               |                                                  |
| 2                                                     | Ostprignitz                                                                         | Richard Löscher                                  | DP                                               |                                                  |
| 3                                                     | Ruppin, Templin                                                                     | Hermann Dietrich                                 | Kons                                             |                                                  |
| 4                                                     | Prenzlau, Angermünde                                                                | Joachim von Winterfeldt-Menkin                   | Kons                                             |                                                  |
| 5                                                     | Oberbarnim                                                                          | Friedrich Wilhelm Hubrich                        | FVP                                              |                                                  |
| 6                                                     | Niederbarnim, Lichtenberg                                                           | Arthur Stadthagen                                | SPD                                              |                                                  |
| 7                                                     | Potsdam, Osthavelland, Spandau                                                      | Karl Liebknecht                                  | SPD                                              |                                                  |
| 8                                                     | Brandenburg an der Havel, Westhavelland                                             | Heinrich Peus                                    | SPD                                              |                                                  |
| 9                                                     | Zauch-Belzig, Jüterbog-Luckenwalde                                                  | Ulrich von Oertzen                               | DP                                               |                                                  |
| 10                                                    | Teltow, Beeskow-Storkow, Charlottenburg, Schöneberg, Neukölln, Wilmersdorf          | Fritz Zubeil                                     | SPD                                              |                                                  |
| Provinz Brandenburg – Regierungsbezirk Frankfurt      |                                                                                     |                                                  |                                                  |                                                  |
| 1                                                     | Arnswalde, Friedeberg                                                               | Wilhelm Bruhn                                    | Antisemiten (Ref)                                |                                                  |
| 2                                                     | Landsberg (Warthe), Soldin                                                          | Edmund Holtschke                                 | Kons                                             |                                                  |
| 3                                                     | Königsberg (Neumark)                                                                | Wilhelm Krahmer                                  | Kons                                             |                                                  |
| 4                                                     | Frankfurt (Oder), Lebus                                                             | Gerhart Bollert                                  | NLP                                              |                                                  |
| 5                                                     | Oststernberg, Weststernberg                                                         | Axel von Kaphengst                               | Kons                                             |                                                  |
| 6                                                     | Züllichau-Schwiebus, Crossen                                                        | Hermann Bruckhoff                                | FVP                                              |                                                  |
| 7                                                     | Guben, Lübben                                                                       | Heinrich zu Schoenaich-Carolath                  | NLP                                              |                                                  |
| 8                                                     | Sorau, Forst                                                                        | Oswald Schumann                                  | SPD                                              |                                                  |
| 9                                                     | Cottbus, Spremberg                                                                  | Karl Giebel                                      | SPD                                              |                                                  |
| 10                                                    | Calau, Luckau                                                                       | Otto Wels                                        | SPD                                              |                                                  |
| Provinz Pommern – Regierungsbezirk Stettin            |                                                                                     |                                                  |                                                  |                                                  |
| 1                                                     | Demmin, Anklam                                                                      | Hans von Schwerin-Löwitz                         | Kons                                             |                                                  |
| 2                                                     | Ueckermünde, Usedom-Wollin                                                          | Karl von Böhlendorff-Kölpin                      | Kons                                             |                                                  |
| 3                                                     | Randow, Greifenhagen                                                                | Alwin Körsten                                    | SPD                                              |                                                  |
| 4                                                     | Stettin                                                                             | Ewald Vogtherr                                   | SPD                                              |                                                  |
| 5                                                     | Pyritz, Saatzig                                                                     | Wolfgang Gans Edler Herr zu Putlitz              | Kons                                             |                                                  |
| 6                                                     | Naugard, Regenwalde                                                                 | Otto Siebenbürger                                | Kons                                             |                                                  |
| 7                                                     | Greifenberg, Kammin                                                                 | Oskar von Normann                                | Kons                                             |                                                  |
| Provinz Pommern – Regierungsbezirk Köslin             |                                                                                     |                                                  |                                                  |                                                  |
| 1                                                     | Stolp, Lauenburg in Pommern                                                         | Arthur Will                                      | Kons                                             |                                                  |
| 2                                                     | Bütow, Rummelsburg, Schlawe                                                         | Hubert von Michaelis                             | Kons                                             |                                                  |
| 3                                                     | Köslin, Kolberg-Körlin, Bublitz                                                     | Gustav Malkewitz                                 | Kons                                             |                                                  |
| 4                                                     | Belgard, Schivelbein, Dramburg                                                      | Eugen von Brockhausen                            | Kons                                             |                                                  |
| 5                                                     | Neustettin                                                                          | Bogislav von Bonin                               | Kons                                             |                                                  |
| Provinz Pommern – Regierungsbezirk Stralsund          |                                                                                     |                                                  |                                                  |                                                  |
| 1                                                     | Rügen, Stralsund, Franzburg                                                         | Immanuel Heyn                                    | FVP                                              |                                                  |
| 2                                                     | Greifswald, Grimmen                                                                 | Georg Gothein                                    | FVP                                              |                                                  |
| Provinz Posen – Regierungsbezirk Posen                |                                                                                     |                                                  |                                                  |                                                  |
| 1                                                     | Posen                                                                               | Stanislaw Nowicki                                | Pole                                             |                                                  |
| 2                                                     | Samter, Birnbaum, Obornik, Schwerin (Warthe)                                        | Mathias von Brudzewo-Mielzynski                  | Pole                                             |                                                  |
| 3                                                     | Meseritz, Bomst                                                                     | Kuno von Westarp                                 | Kons                                             |                                                  |
| 4                                                     | Buk, Schmiegel, Kosten                                                              | Franz von Morawski-Dzierzykraj                   | Pole                                             |                                                  |
| 5                                                     | Gostyn, Rawitsch                                                                    | Anton Stychel                                    | Pole                                             |                                                  |
| 6                                                     | Fraustadt, Lissa                                                                    | Hans Georg von Oppersdorff                       | Zentrum                                          |                                                  |
| 7                                                     | Schrimm, Schroda                                                                    | Felicyan von Niegolewski                         | Pole                                             |                                                  |
| 8                                                     | Wreschen, Pleschen, Jarotschin                                                      | Wladislaus Seyda                                 | Pole                                             |                                                  |
| 9                                                     | Krotoschin, Koschmin                                                                | Anton von Chlapowski                             | Pole                                             |                                                  |
| 10                                                    | Adelnau, Schildberg, Ostrowo, Kempen in Posen                                       | Ferdinand von Radziwill                          | Pole                                             |                                                  |
| Provinz Posen – Regierungsbezirk Bromberg             |                                                                                     |                                                  |                                                  |                                                  |
| 1                                                     | Czarnikau, Filehne, Kolmar in Posen                                                 | Emil Ritter                                      | Kons                                             |                                                  |
| 2                                                     | Wirsitz, Schubin, Znin                                                              | Josef Kurzawski                                  | Pole                                             |                                                  |
| 3                                                     | Bromberg                                                                            | Georg Schultz                                    | DP                                               |                                                  |
| 4                                                     | Inowrazlaw, Mogilno, Strelno                                                        | Adalbert von Trampczynski                        | Pole                                             |                                                  |
| 5                                                     | Gnesen, Wongrowitz, Witkowo                                                         | Leon von Grabski                                 | Pole                                             |                                                  |
| Provinz Schlesien – Regierungsbezirk Breslau          |                                                                                     |                                                  |                                                  |                                                  |
| 1                                                     | Guhrau, Steinau, Wohlau                                                             | Friedrich von Carmer-Osten                       | Kons                                             |                                                  |
| 2                                                     | Militsch, Trebnitz                                                                  | Ernst von Heydebrand und der Lasa                | Kons                                             |                                                  |
| 3                                                     | Groß Wartenberg, Oels                                                               | Erich Mertin                                     | DP                                               |                                                  |
| 4                                                     | Namslau, Brieg                                                                      | Georg Oertel                                     | Kons                                             |                                                  |
| 5                                                     | Ohlau, Strehlen, Nimptsch                                                           | Robert Rother                                    | Kons                                             |                                                  |
| 6                                                     | Breslau-Ost                                                                         | Gustav Bauer                                     | SPD                                              |                                                  |
| 7                                                     | Breslau-West                                                                        | Eduard Bernstein                                 | SPD                                              |                                                  |
| 8                                                     | Neumarkt, Breslau-Land                                                              | Carl Graf von Carmer-Zieserwitz                  | Kons                                             |                                                  |
| 9                                                     | Striegau, Schweidnitz                                                               | Franz Feldmann                                   | SPD                                              |                                                  |
| 10                                                    | Waldenburg                                                                          | Hermann Sachse                                   | SPD                                              |                                                  |
| 11                                                    | Reichenbach, Neurode                                                                | August Kühn                                      | SPD                                              |                                                  |
| 12                                                    | Glatz, Habelschwerdt                                                                | Joseph Sperlich                                  | Zentrum                                          |                                                  |
| 13                                                    | Frankenstein, Münsterberg                                                           | Hans Praschma von Bilkau                         | Zentrum                                          |                                                  |
| Provinz Schlesien – Regierungsbezirk Oppeln           |                                                                                     |                                                  |                                                  |                                                  |
| 1                                                     | Kreuzburg, Rosenberg O.S.                                                           | Ludwig Meyer                                     | Kons                                             |                                                  |
| 2                                                     | Oppeln                                                                              | Paul Brandys                                     | Pole                                             |                                                  |
| 3                                                     | Groß Strehlitz, Kosel                                                               | Joseph Glowatzki                                 | Zentrum                                          |                                                  |
| 4                                                     | Lublinitz, Tost-Gleiwitz                                                            | Augustin Warlo                                   | Zentrum                                          |                                                  |
| 5                                                     | Beuthen, Tarnowitz                                                                  | Paul Dombek                                      | Pole                                             |                                                  |
| 6                                                     | Kattowitz, Zabrze                                                                   | Adalbert Sosinski                                | Pole                                             |                                                  |
| 7                                                     | Pleß, Rybnik                                                                        | Paul Pospiech                                    | Pole                                             |                                                  |
| 8                                                     | Ratibor                                                                             | Johann Sapletta                                  | Zentrum                                          |                                                  |
| 9                                                     | Leobschütz                                                                          | Florian Klose                                    | Zentrum                                          |                                                  |
| 10                                                    | Neustadt O.S.                                                                       | Franz Strzoda                                    | Zentrum                                          |                                                  |
| 11                                                    | Falkenberg O.S., Grottkau                                                           | Alfred Hubrich                                   | Zentrum                                          |                                                  |
| 12                                                    | Neisse                                                                              | Albert Horn                                      | Zentrum                                          |                                                  |
| Provinz Schlesien – Regierungsbezirk Liegnitz         |                                                                                     |                                                  |                                                  |                                                  |
| 1                                                     | Grünberg, Freystadt                                                                 | Georg Davidsohn                                  | SPD                                              |                                                  |
| 2                                                     | Sagan, Sprottau                                                                     | Paul von Bolko                                   | Kons                                             |                                                  |
| 3                                                     | Glogau                                                                              | Franz von Liszt                                  | FVP                                              |                                                  |
| 4                                                     | Lüben, Bunzlau                                                                      | Karl Doormann                                    | FVP                                              |                                                  |
| 5                                                     | Löwenberg                                                                           | Julius Kopsch                                    | FVP                                              |                                                  |
| 6                                                     | Liegnitz, Goldberg-Haynau                                                           | Otto Fischbeck                                   | FVP                                              |                                                  |
| 7                                                     | Landeshut, Jauer, Bolkenhain                                                        | Fritz Warmuth                                    | unbestimmt                                       |                                                  |
| 8                                                     | Schönau, Hirschberg                                                                 | Bruno Ablaß                                      | FVP                                              |                                                  |
| 9                                                     | Görlitz, Lauban                                                                     | Paul Taubadel                                    | SPD                                              |                                                  |
| 10                                                    | Rothenburg (Oberlausitz), Hoyerswerda                                               | Friedrich Hegenscheidt                           | DP                                               |                                                  |
| Provinz Sachsen – Regierungsbezirk Magdeburg          |                                                                                     |                                                  |                                                  |                                                  |
| 1                                                     | Salzwedel, Gardelegen                                                               | Jordan von Kröcher                               | Kons                                             |                                                  |
| 2                                                     | Stendal, Osterburg                                                                  | Felix Hoesch                                     | Kons                                             |                                                  |
| 3                                                     | Jerichow I, Jerichow II                                                             | Wilhelm Haupt                                    | SPD                                              |                                                  |
| 4                                                     | Magdeburg                                                                           | Otto Landsberg                                   | SPD                                              |                                                  |
| 5                                                     | Neuhaldensleben, Wolmirstedt                                                        | Eugen Schiffer                                   | NLP                                              |                                                  |
| 6                                                     | Wanzleben                                                                           | Hermann Silberschmidt                            | SPD                                              |                                                  |
| 7                                                     | Aschersleben, Quedlinburg, Calbe an der Saale                                       | Adolf Albrecht                                   | SPD                                              |                                                  |
| 8                                                     | Halberstadt, Oschersleben, Wernigerode                                              | Alwin Brandes                                    | SPD                                              |                                                  |
| Provinz Sachsen – Regierungsbezirk Merseburg          |                                                                                     |                                                  |                                                  |                                                  |
| 1                                                     | Liebenwerda, Torgau                                                                 | Konrad Ortmann                                   | NLP                                              |                                                  |
| 2                                                     | Schweinitz, Wittenberg                                                              | Heinrich Dove                                    | FVP                                              |                                                  |
| 3                                                     | Bitterfeld, Delitzsch                                                               | Gustav Raute                                     | SPD                                              |                                                  |
| 4                                                     | Halle (Saale), Saalkreis                                                            | Fritz Kunert                                     | SPD                                              |                                                  |
| 5                                                     | Mansfelder Seekreis, Mansfelder Gebirgskreis                                        | Otto Arendt                                      | DP                                               |                                                  |
| 6                                                     | Sangerhausen, Eckartsberga                                                          | Hermann Wamhoff                                  | NLP                                              |                                                  |
| 7                                                     | Querfurt, Merseburg                                                                 | William Karl Koch                                | FVP                                              |                                                  |
| 8                                                     | Naumburg, Weißenfels, Zeitz                                                         | Adolf Thiele                                     | SPD                                              |                                                  |
| Provinz Sachsen – Regierungsbezirk Erfurt             |                                                                                     |                                                  |                                                  |                                                  |
| 1                                                     | Nordhausen                                                                          | Oskar Cohn                                       | SPD                                              |                                                  |
| 2                                                     | Heiligenstadt, Worbis                                                               | Karl Poppe                                       | Zentrum                                          |                                                  |
| 3                                                     | Mühlhausen, Langensalza, Weißensee                                                  | Albert Arnstadt                                  | Kons                                             |                                                  |
| 4                                                     | Erfurt, Schleusingen, Ziegenrück                                                    | Heinrich Schulz                                  | SPD                                              |                                                  |
| Provinz Schleswig-Holstein                            |                                                                                     |                                                  |                                                  |                                                  |
| 1                                                     | Hadersleben, Sonderburg                                                             | Hans Peter Hanssen                               | Däne                                             |                                                  |
| 2                                                     | Apenrade, Flensburg                                                                 | Hermann Leube                                    | FVP                                              |                                                  |
| 3                                                     | Schleswig, Eckernförde                                                              | Felix Waldstein                                  | FVP                                              |                                                  |
| 4                                                     | Tondern, Husum, Eiderstedt                                                          | Andreas Blunck                                   | FVP                                              |                                                  |
| 5                                                     | Norderdithmarschen, Süderdithmarschen, Steinburg                                    | Ferdinand Hoff                                   | FVP                                              |                                                  |
| 6                                                     | Pinneberg, Segeberg                                                                 | Carl Braband                                     | FVP                                              |                                                  |
| 7                                                     | Kiel, Rendsburg                                                                     | Carl Legien                                      | SPD                                              |                                                  |
| 8                                                     | Altona, Stormarn                                                                    | Karl Frohme                                      | SPD                                              |                                                  |
| 9                                                     | Oldenburg in Holstein, Plön                                                         | Wilhelm Struve                                   | FVP                                              |                                                  |
| 10                                                    | Herzogtum Lauenburg                                                                 | Siegfried Heckscher                              | FVP                                              |                                                  |
| Provinz Hannover                                      |                                                                                     |                                                  |                                                  |                                                  |
| 1                                                     | Emden, Norden, Leer, Weener                                                         | Jan Fegter                                       | FVP                                              |                                                  |
| 2                                                     | Aurich, Wittmund, Papenburg                                                         | Johannes Semler                                  | NLP                                              |                                                  |
| 3                                                     | Meppen, Lingen, Bentheim, Aschendorf, Hümmling                                      | Carl Friedrich Engelen                           | Zentrum                                          |                                                  |
| 4                                                     | Osnabrück, Bersenbrück, Iburg                                                       | Willi Stöve                                      | NLP                                              |                                                  |
| 5                                                     | Melle, Diepholz, Wittlage, Sulingen                                                 | Hermann Colshorn                                 | DHP                                              |                                                  |
| 6                                                     | Syke, Verden, Hoya, Achim                                                           | Theodor Held                                     | NLP                                              |                                                  |
| 7                                                     | Nienburg, Neustadt am Rübenberge, Fallingbostel, Stolzenau                          | Arnold von Schele                                | DHP                                              |                                                  |
| 8                                                     | Hannover, Linden                                                                    | August Brey                                      | SPD                                              |                                                  |
| 9                                                     | Hameln, Springe, Calenberg                                                          | Gustav Fischer                                   | SPD                                              |                                                  |
| 10                                                    | Hildesheim, Marienburg, Alfeld (Leine), Gronau                                      | Friedrich Rauch                                  | SPD                                              |                                                  |
| 11                                                    | Einbeck, Northeim, Osterode am Harz, Uslar                                          | Karl Deichmann                                   | SPD                                              |                                                  |
| 12                                                    | Göttingen, Duderstadt, Münden                                                       | Gustav Ickler                                    | NLP                                              |                                                  |
| 13                                                    | Goslar, Zellerfeld, Ilfeld                                                          | Ludwig Götting                                   | NLP                                              |                                                  |
| 14                                                    | Gifhorn, Celle, Peine, Burgdorf                                                     | Wilhelm Meyer                                    | NLP                                              |                                                  |
| 15                                                    | Lüchow, Uelzen, Dannenberg, Isenhagen                                               | Hans von Meding                                  | DHP                                              |                                                  |
| 16                                                    | Lüneburg, Soltau, Winsen (Luhe), Bleckede                                           | Adolf von Wangenheim                             | DHP                                              |                                                  |
| 17                                                    | Harburg, Rotenburg in Hannover, Zeven                                               | Ludwig Alpers                                    | DHP                                              |                                                  |
| 18                                                    | Stade, Lehe, Bremervörde, Osterholz, Blumenthal                                     | Johannes Hoppe                                   | NLP                                              |                                                  |
| 19                                                    | Neuhaus (Oste), Hadeln, Kehdingen, Jork                                             | Hartmann von Richthofen                          | NLP                                              |                                                  |
| Provinz Westfalen – Regierungsbezirk Münster          |                                                                                     |                                                  |                                                  |                                                  |
| 1                                                     | Tecklenburg, Steinfurt, Ahaus                                                       | Carl Herold                                      | Zentrum                                          |                                                  |
| 2                                                     | Münster, Coesfeld                                                                   | Georg von Hertling                               | Zentrum                                          |                                                  |
| 3                                                     | Borken, Recklinghausen                                                              | Karl Matthias Schiffer                           | Zentrum                                          |                                                  |
| 4                                                     | Lüdinghausen, Beckum, Warendorf                                                     | Wilhelm Frerker                                  | Zentrum                                          |                                                  |
| Provinz Westfalen – Regierungsbezirk Minden           |                                                                                     |                                                  |                                                  |                                                  |
| 1                                                     | Minden, Lübbecke                                                                    | Wilhelm Kiel                                     | FVP                                              |                                                  |
| 2                                                     | Herford, Halle (Westfalen)                                                          | Theodor Meyer                                    | NLP                                              |                                                  |
| 3                                                     | Bielefeld, Wiedenbrück                                                              | Arthur von Posadowsky-Wehner                     | unbestimmt                                       |                                                  |
| 4                                                     | Paderborn, Büren                                                                    | Karl von Savigny                                 | Zentrum                                          |                                                  |
| 5                                                     | Höxter, Warburg                                                                     | Engelbert von Kerckerinck zur Borg               | Zentrum                                          |                                                  |
| Provinz Westfalen – Regierungsbezirk Arnsberg         |                                                                                     |                                                  |                                                  |                                                  |
| 1                                                     | Wittgenstein, Siegen, Biedenkopf                                                    | Reinhard Mumm                                    | Antisemiten (CSP)                                |                                                  |
| 2                                                     | Olpe, Arnsberg, Meschede                                                            | Johannes Becker                                  | Zentrum                                          |                                                  |
| 3                                                     | Altena, Iserlohn, Lüdenscheid                                                       | Karl Spiegel                                     | SPD                                              |                                                  |
| 4                                                     | Hagen, Schwelm, Witten                                                              | Max König                                        | SPD                                              |                                                  |
| 5                                                     | Bochum, Gelsenkirchen, Hattingen, Herne                                             | Karl Heckmann                                    | NLP                                              |                                                  |
| 6                                                     | Dortmund, Hörde                                                                     | August Erdmann                                   | SPD                                              |                                                  |
| 7                                                     | Hamm, Soest                                                                         | Georg Schulenburg                                | NLP                                              |                                                  |
| 8                                                     | Lippstadt, Brilon                                                                   | Wilhelm Schwarze                                 | Zentrum                                          |                                                  |
| Provinz Hessen-Nassau – Regierungsbezirk Wiesbaden    |                                                                                     |                                                  |                                                  |                                                  |
| 1                                                     | Idstein, Königstein, Höchst, Hochheim, Usingen, Homburg vor der Höhe                | Friedrich Brühne                                 | SPD                                              |                                                  |
| 2                                                     | Wiesbaden, Wehen, Langenschwalbach, Rüdesheim, Eltville                             | Eduard Bartling                                  | NLP                                              |                                                  |
| 3                                                     | St. Goarshausen, Braubach, Nastätten, Montabaur, Wallmerod                          | Anton Dahlem                                     | Zentrum                                          |                                                  |
| 4                                                     | Limburg, Diez, Runkel, Weilburg, Hadamar                                            | Hermann Hepp                                     | NLP                                              |                                                  |
| 5                                                     | Dillenburg, Herborn, Rennerod, Marienberg, Selters, Hachenburg                      | Georg Burckhardt                                 | Antisemiten (CSP)                                |                                                  |
| 6                                                     | Frankfurt am Main                                                                   | Max Quarck                                       | SPD                                              |                                                  |
| Provinz Hessen-Nassau – Regierungsbezirk Kassel       |                                                                                     |                                                  |                                                  |                                                  |
| 1                                                     | Rinteln, Hofgeismar, Wolfhagen                                                      | Richard Herzog                                   | Antisemiten (DSP)                                |                                                  |
| 2                                                     | Kassel, Melsungen                                                                   | Heinrich Hüttmann                                | SPD                                              |                                                  |
| 3                                                     | Fritzlar, Homberg, Ziegenhain                                                       | Heinrich Hestermann                              | DBB                                              |                                                  |
| 4                                                     | Eschwege, Schmalkalden, Witzenhausen                                                | Georg Thöne                                      | SPD                                              |                                                  |
| 5                                                     | Marburg, Frankenberg, Kirchhain                                                     | Johann Rupp                                      | Antisemiten (DSP)                                |                                                  |
| 6                                                     | Hersfeld, Rotenburg (Fulda), Hünfeld                                                | Ludwig Werner                                    | Antisemiten (Ref)                                |                                                  |
| 7                                                     | Fulda, Schlüchtern, Gersfeld                                                        | Richard Müller                                   | Zentrum                                          |                                                  |
| 8                                                     | Hanau, Gelnhausen                                                                   | Gustav Hoch                                      | SPD                                              |                                                  |
| Rheinprovinz – Regierungsbezirk Köln                  |                                                                                     |                                                  |                                                  |                                                  |
| 1                                                     | Köln-Stadt                                                                          | Adolf Hofrichter                                 | SPD                                              |                                                  |
| 2                                                     | Köln-Land                                                                           | Carl Joseph Kuckhoff                             | Zentrum                                          |                                                  |
| 3                                                     | Bergheim (Erft), Euskirchen                                                         | Martin Faßbender                                 | Zentrum                                          |                                                  |
| 4                                                     | Rheinbach, Bonn                                                                     | Peter Spahn                                      | Zentrum                                          |                                                  |
| 5                                                     | Siegkreis, Waldbröl                                                                 | Karl Georg Becker                                | Zentrum                                          |                                                  |
| 6                                                     | Mülheim am Rhein, Gummersbach, Wipperfürth                                          | Wilhelm Marx                                     | Zentrum                                          |                                                  |
| Rheinprovinz – Regierungsbezirk Düsseldorf            |                                                                                     |                                                  |                                                  |                                                  |
| 1                                                     | Remscheid, Lennep, Mettmann                                                         | Wilhelm Dittmann                                 | SPD                                              |                                                  |
| 2                                                     | Elberfeld, Barmen                                                                   | Friedrich Ebert                                  | SPD                                              |                                                  |
| 3                                                     | Solingen                                                                            | Philipp Scheidemann                              | SPD                                              |                                                  |
| 4                                                     | Düsseldorf                                                                          | Karl Haberland                                   | SPD                                              |                                                  |
| 5                                                     | Essen                                                                               | Johannes Giesberts                               | Zentrum                                          |                                                  |
| 6                                                     | Duisburg, Mülheim an der Ruhr, Ruhrort, Oberhausen                                  | Hugo Böttger                                     | NLP                                              |                                                  |
| 7                                                     | Moers, Rees                                                                         | Johannes Bell                                    | Zentrum                                          |                                                  |
| 8                                                     | Kleve, Geldern                                                                      | Eduard Marcour                                   | Zentrum                                          |                                                  |
| 9                                                     | Kempen                                                                              | Peter Chrysant                                   | Zentrum                                          |                                                  |
| 10                                                    | Gladbach                                                                            | Franz Hitze                                      | Zentrum                                          |                                                  |
| 11                                                    | Krefeld                                                                             | August Pieper                                    | Zentrum                                          |                                                  |
| 12                                                    | Neuss, Grevenbroich                                                                 | Hugo am Zehnhoff                                 | Zentrum                                          |                                                  |
| Rheinprovinz – Regierungsbezirk Koblenz               |                                                                                     |                                                  |                                                  |                                                  |
| 1                                                     | Wetzlar, Altenkirchen                                                               | Franz Behrens                                    | Antisemiten (CSP)                                |                                                  |
| 2                                                     | Neuwied                                                                             | Michael Krings                                   | Zentrum                                          |                                                  |
| 3                                                     | Koblenz, St. Goar                                                                   | Georg Wellstein                                  | Zentrum                                          |                                                  |
| 4                                                     | Kreuznach, Simmern                                                                  | Hermann Paasche                                  | NLP                                              |                                                  |
| 5                                                     | Mayen, Ahrweiler                                                                    | Peter Wallenborn                                 | Zentrum                                          |                                                  |
| 6                                                     | Adenau, Cochem, Zell                                                                | Jacob Pauly                                      | Zentrum                                          |                                                  |
| Rheinprovinz – Regierungsbezirk Trier                 |                                                                                     |                                                  |                                                  |                                                  |
| 1                                                     | Daun, Bitburg, Prüm                                                                 | Aloys zu Löwenstein-Wertheim-Rosenberg           | Zentrum                                          |                                                  |
| 2                                                     | Wittlich, Bernkastel                                                                | Jacob Astor                                      | Zentrum                                          |                                                  |
| 3                                                     | Trier                                                                               | Medard Hartrath                                  | Zentrum                                          |                                                  |
| 4                                                     | Saarlouis, Merzig, Saarburg                                                         | Hermann Roeren                                   | Zentrum                                          |                                                  |
| 5                                                     | Saarbrücken                                                                         | Ernst Bassermann                                 | NLP                                              |                                                  |
| 6                                                     | Ottweiler, St. Wendel, Meisenheim                                                   | Bartholomäus Koßmann                             | Zentrum                                          |                                                  |
| Rheinprovinz – Regierungsbezirk Aachen                |                                                                                     |                                                  |                                                  |                                                  |
| 1                                                     | Schleiden, Malmedy, Montjoie                                                        | Adolf Fervers                                    | Zentrum                                          |                                                  |
| 2                                                     | Eupen, Aachen-Land                                                                  | Josef Nacken                                     | Zentrum                                          |                                                  |
| 3                                                     | Aachen-Stadt                                                                        | Hubert Sittart                                   | Zentrum                                          |                                                  |
| 4                                                     | Düren, Jülich                                                                       | Alfred zu Salm-Reifferscheidt                    | Zentrum                                          |                                                  |
| 5                                                     | Geilenkirchen, Heinsberg, Erkelenz                                                  | Franz Stupp                                      | Zentrum                                          |                                                  |
| Hohenzollernsche Lande – Regierungsbezirk Sigmaringen |                                                                                     |                                                  |                                                  |                                                  |
| 1                                                     | Sigmaringen, Hechingen                                                              | Emil Belzer                                      | Zentrum                                          |                                                  |

### Bayern
| Königreich Bayern | Königreich Bayern                                                                                            | Königreich Bayern                 | Königreich Bayern | Königreich Bayern |
| Oberbayern        | Oberbayern                                                                                                   | Oberbayern                        | Oberbayern        | Oberbayern        |
| ----------------- | --- | --------------------------------- | ----------------- | ----------------- |
| 1                 | München I (Altstadt, Lehel, Maxvorstadt)                                                                     | Georg Kerschensteiner             | FVP               |                   |
| 2                 | München II (Isarvorstadt, Ludwigsvorstadt, Au, Haidhausen, Giesing), München-Land, Starnberg, Wolfratshausen | Georg von Vollmar                 | SPD               |                   |
| 3                 | Aichach, Friedberg, Dachau, Schrobenhausen                                                                   | Carl Theodor von und zu Sandizell | Zentrum           |                   |
| 4                 | Ingolstadt, Freising, Pfaffenhofen                                                                           | August Ponschab                   | Zentrum           |                   |
| 5                 | Wasserburg, Erding, Mühldorf                                                                                 | Martin Irl                        | Zentrum           |                   |
| 6                 | Weilheim, Werdenfels, Bruck, Landsberg, Schongau                                                             | Klemens von Thünefeld             | Zentrum           |                   |
| 7                 | Rosenheim, Ebersberg, Miesbach, Tölz                                                                         | Balthasar Ranner                  | Zentrum           |                   |
| 8                 | Traunstein, Laufen, Berchtesgaden, Altötting                                                                 | Simon Angerpointner               | Zentrum           |                   |
| Niederbayern      | |                                   |                   |                   |
| 1                 | Landshut, Dingolfing, Vilsbiburg                                                                             | Konrad von Malsen-Waldkirch       | Zentrum           |                   |
| 2                 | Straubing, Bogen, Landau, Vilshofen                                                                          | Carl Laux                         | BB                |                   |
| 3                 | Passau, Wegscheid, Wolfstein, Grafenau                                                                       | Sebastian Matzinger               | Zentrum           |                   |
| 4                 | Pfarrkirchen, Eggenfelden, Griesbach                                                                         | Benedikt Bachmeier                | BB                |                   |
| 5                 | Deggendorf, Regen, Viechtach, Kötzting                                                                       | Ferdinand Schedlbauer             | Zentrum           |                   |
| 6                 | Kelheim, Rottenburg, Mallersdorf                                                                             | Franz Xaver Steindl               | Zentrum           |                   |
| Pfalz             | |                                   |                   |                   |
| 1                 | Speyer, Ludwigshafen am Rhein, Frankenthal                                                                   | Jakob Binder                      | SPD               |                   |
| 2                 | Landau, Neustadt an der Haardt                                                                               | Fritz van Calker                  | NLP               |                   |
| 3                 | Germersheim, Bergzabern                                                                                      | Johann Sophian Christian Richter  | Zentrum           |                   |
| 4                 | Zweibrücken, Pirmasens                                                                                       | Karl Lützel                       | NLP               |                   |
| 5                 | Homburg, Kusel                                                                                               | Karl Gebhart                      | BdL               |                   |
| 6                 | Kaiserslautern, Kirchheimbolanden                                                                            | Johannes Hoffmann                 | SPD               |                   |
| Oberpfalz         | |                                   |                   |                   |
| 1                 | Regensburg, Burglengenfeld, Stadtamhof                                                                       | August Trendel                    | Zentrum           |                   |
| 2                 | Amberg, Nabburg, Sulzbach, Eschenbach                                                                        | Michael Sir                       | Zentrum           |                   |
| 3                 | Neumarkt, Velburg, Hemau                                                                                     | Anton Kohl                        | Zentrum           |                   |
| 4                 | Neunburg, Waldmünchen, Cham, Roding                                                                          | Karl Schirmer                     | Zentrum           |                   |
| 5                 | Neustadt a. d. Waldnaab, Vohenstrauß, Tirschenreuth                                                          | Franz Joseph Pfleger              | Zentrum           |                   |
| Oberfranken       | |                                   |                   |                   |
| 1                 | Hof, Naila, Rehau, Münchberg                                                                                 | Josef Simon                       | SPD               |                   |
| 2                 | Bayreuth, Wunsiedel, Berneck                                                                                 | Karl Hugel                        | SPD               |                   |
| 3                 | Forchheim, Kulmbach, Pegnitz, Ebermannstadt                                                                  | Luitpold Weilnböck                | Kons              |                   |
| 4                 | Kronach, Staffelstein, Lichtenfels, Stadtsteinach, Teuschnitz                                                | Maximilian Pfeiffer               | Zentrum           |                   |
| 5                 | Bamberg, Höchstadt                                                                                           | Franz Xaver Schädler              | Zentrum           |                   |
| Mittelfranken     | |                                   |                   |                   |
| 1                 | Nürnberg | Albert Südekum                    | SPD               |                   |
| 2                 | Erlangen, Fürth, Hersbruck                                                                                   | Martin Segitz                     | SPD               |                   |
| 3                 | Ansbach, Schwabach, Heilsbronn                                                                               | Michael Hierl                     | SPD               |                   |
| 4                 | Eichstätt, Beilngries, Weissenburg                                                                           | Karl Friedrich Speck              | Zentrum           |                   |
| 5                 | Dinkelsbühl, Gunzenhausen, Feuchtwangen                                                                      | Leonhard Niederlöhner             | Kons              |                   |
| 6                 | Rothenburg ob der Tauber, Neustadt an der Aisch                                                              | Andreas Kerschbaum                | DBB               |                   |
| Unterfranken      | |                                   |                   |                   |
| 1                 | Aschaffenburg, Alzenau, Obernburg, Miltenberg                                                                | Liborius Gerstenberger            | Zentrum           |                   |
| 2                 | Kitzingen, Gerolzhofen, Ochsenfurt, Volkach                                                                  | Luitpold Baumann                  | Zentrum           |                   |
| 3                 | Lohr, Karlstadt, Hammelburg, Marktheidenfeld, Gemünden                                                       | Georg Stamm                       | Zentrum           |                   |
| 4                 | Neustadt an der Saale, Brückenau, Mellrichstadt, Königshofen, Kissingen                                      | Caspar Haeusler                   | Zentrum           |                   |
| 5                 | Schweinfurt, Haßfurt, Ebern                                                                                  | Georg Schwarz                     | Zentrum           |                   |
| 6                 | Würzburg | Franz Schmitt                     | SPD               |                   |
| Schwaben          | |                                   |                   |                   |
| 1                 | Augsburg, Wertingen                                                                                          | August Wörle                      | Zentrum           |                   |
| 2                 | Donauwörth, Nördlingen, Neuburg                                                                              | Johann Pütz                       | Zentrum           |                   |
| 3                 | Dillingen, Günzburg, Zusmarshausen                                                                           | Eugen Jäger                       | Zentrum           |                   |
| 4                 | Illertissen, Neu-Ulm, Memmingen, Krumbach                                                                    | Benedikt Hebel                    | Zentrum           |                   |
| 5                 | Kaufbeuren, Mindelheim, Oberdorf, Füssen                                                                     | Wilhelm Mayer                     | Zentrum           |                   |
| 6                 | Immenstadt, Sonthofen, Kempten (Allgäu), Lindau                                                              | Friedrich Thoma                   | NLP               |                   |

### Sachsen
| Königreich Sachsen | Königreich Sachsen                          | Königreich Sachsen | Königreich Sachsen | Königreich Sachsen |
| ------------------ | ------------------------------------------- | ------------------ | ------------------ | ------------------ |
| 1                  | Zittau                                      | Edmund Fischer     | SPD                |                    |
| 2                  | Löbau                                       | Hermann Krätzig    | SPD                |                    |
| 3                  | Bautzen, Kamenz, Bischofswerda              | Heinrich Gräfe     | Antisemiten (Ref)  |                    |
| 4                  | Dresden rechts der Elbe, Radeberg, Radeburg | August Kaden       | SPD                |                    |
| 5                  | Dresden links der Elbe                      | Georg Gradnauer    | SPD                |                    |
| 6                  | Dresden-Land links der Elbe, Dippoldiswalde | Georg Horn         | SPD                |                    |
| 7                  | Meißen, Großenhain, Riesa                   | Richard Schmidt    | SPD                |                    |
| 8                  | Pirna, Sebnitz                              | Otto Rühle         | SPD                |                    |
| 9                  | Freiberg, Hainichen                         | Hermann Wendel     | SPD                |                    |
| 10                 | Döbeln, Nossen, Leisnig                     | Karl Pinkau        | SPD                |                    |
| 11                 | Oschatz, Wurzen, Grimma                     | Eduard Giese       | Kons               |                    |
| 12                 | Leipzig-Stadt                               | Johannes Junck     | NLP                |                    |
| 13                 | Leipzig-Land, Taucha, Markranstädt, Zwenkau | Friedrich Geyer    | SPD                |                    |
| 14                 | Borna, Geithain, Rochlitz                   | Eduard von Liebert | DRP                |                    |
| 15                 | Mittweida, Frankenberg, Augustusburg        | Daniel Stücklen    | SPD                |                    |
| 16                 | Chemnitz                                    | Gustav Noske       | SPD                |                    |
| 17                 | Glauchau, Meerane, Hohenstein-Ernstthal     | Hermann Molkenbuhr | SPD                |                    |
| 18                 | Zwickau, Crimmitschau, Werdau               | Wilhelm Stolle     | SPD                |                    |
| 19                 | Stollberg, Schneeberg                       | Georg Schöpflin    | SPD                |                    |
| 20                 | Marienberg, Zschopau                        | Paul Göhre         | SPD                |                    |
| 21                 | Annaberg, Schwarzenberg, Johanngeorgenstadt | Ernst Grenz        | SPD                |                    |
| 22                 | Auerbach, Reichenbach                       | Paul Lensch        | SPD                |                    |
| 23                 | Plauen, Oelsnitz, Klingenthal               | Hermann Jäckel     | SPD                |                    |

### Württemberg
| Königreich Württemberg | Königreich Württemberg                        | Königreich Württemberg | Königreich Württemberg | Königreich Württemberg |
| ---------------------- | --------------------------------------------- | ---------------------- | ---------------------- | ---------------------- |
| 1                      | Stuttgart                                     | Karl Hildenbrand       | SPD                    |                        |
| 2                      | Cannstatt, Ludwigsburg, Marbach, Waiblingen   | Wilhelm Keil           | SPD                    |                        |
| 3                      | Heilbronn, Besigheim, Brackenheim, Neckarsulm | Franz Feuerstein       | SPD                    |                        |
| 4                      | Böblingen, Vaihingen, Leonberg, Maulbronn     | Otto Keinath           | NLP                    |                        |
| 5                      | Esslingen, Nürtingen, Kirchheim, Urach        | Friedrich List         | NLP                    |                        |
| 6                      | Reutlingen, Tübingen, Rottenburg              | Friedrich von Payer    | FVP                    |                        |
| 7                      | Nagold, Calw, Neuenbürg, Herrenberg           | Heinrich Schweickhardt | FVP                    |                        |
| 8                      | Freudenstadt, Horb, Oberndorf, Sulz           | Theodor Liesching      | FVP                    |                        |
| 9                      | Balingen, Rottweil, Spaichingen, Tuttlingen   | Conrad Haußmann        | FVP                    |                        |
| 10                     | Gmünd, Göppingen, Welzheim, Schorndorf        | Hermann Gunßer         | FVP                    |                        |
| 11                     | Hall, Backnang, Öhringen, Weinsberg           | Wilhelm Vogt           | BdL                    |                        |
| 12                     | Gerabronn, Crailsheim, Mergentheim, Künzelsau | Friedrich Vogt         | BdL                    |                        |
| 13                     | Aalen, Gaildorf, Neresheim, Ellwangen         | Eugen Bolz             | Zentrum                |                        |
| 14                     | Ulm, Heidenheim, Geislingen                   | Eugen Hähnle           | FVP                    |                        |
| 15                     | Ehingen, Blaubeuren, Laupheim, Münsingen      | Adolf Gröber           | Zentrum                |                        |
| 16                     | Biberach, Leutkirch, Waldsee, Wangen          | Matthias Erzberger     | Zentrum                |                        |
| 17                     | Ravensburg, Tettnang, Saulgau, Riedlingen     | Joseph Leser           | Zentrum                |                        |

### Baden
| Großherzogtum Baden | Großherzogtum Baden                          | Großherzogtum Baden            | Großherzogtum Baden | Großherzogtum Baden |
| ------------------- | -------------------------------------------- | ------------------------------ | ------------------- | ------------------- |
| 1                   | Konstanz, Überlingen, Stockach               | Carl Diez                      | Zentrum             |                     |
| 2                   | Donaueschingen, Villingen                    | Josef Duffner                  | Zentrum             |                     |
| 3                   | Waldshut, Säckingen, Neustadt im Schwarzwald | Ernst Adolf Birkenmayer        | Zentrum             |                     |
| 4                   | Lörrach, Müllheim                            | Ernst Blankenhorn              | NLP                 |                     |
| 5                   | Freiburg, Emmendingen                        | Gerhart von Schulze-Gaevernitz | FVP                 |                     |
| 6                   | Lahr, Wolfach                                | Constantin Fehrenbach          | Zentrum             |                     |
| 7                   | Offenburg, Kehl                              | Leopold Kölsch                 | NLP                 |                     |
| 8                   | Rastatt, Bühl, Baden-Baden                   | Franz Xaver Lender             | Zentrum             |                     |
| 9                   | Pforzheim, Ettlingen                         | Albert Wittum                  | NLP                 |                     |
| 10                  | Karlsruhe, Bruchsal                          | Ludwig Haas                    | FVP                 |                     |
| 11                  | Mannheim                                     | Ludwig Frank                   | SPD                 |                     |
| 12                  | Heidelberg, Mosbach                          | Anton Beck                     | NLP                 |                     |
| 13                  | Bretten, Sinsheim                            | Johannes Rupp                  | Kons                |                     |
| 14                  | Tauberbischofsheim, Buchen                   | Johann Anton Zehnter           | Zentrum             |                     |

### Hessen
| Großherzogtum Hessen | Großherzogtum Hessen                               | Großherzogtum Hessen             | Großherzogtum Hessen | Großherzogtum Hessen |
| -------------------- | -------------------------------------------------- | -------------------------------- | -------------------- | -------------------- |
| 1                    | Gießen, Grünberg, Nidda                            | Ferdinand Werner                 | Antisemiten (WV)     |                      |
| 2                    | Friedberg, Büdingen, Vilbel                        | Adolf Strack                     | NLP                  |                      |
| 3                    | Lauterbach, Alsfeld, Schotten                      | Friedrich Heck                   | NLP                  |                      |
| 4                    | Darmstadt, Groß-Gerau                              | Ludwig Quessel                   | SPD                  |                      |
| 5                    | Offenbach, Dieburg                                 | Carl Ulrich                      | SPD                  |                      |
| 6                    | Erbach, Bensheim, Lindenfels, Neustadt im Odenwald | Ludwig Hasenzahl                 | SPD                  |                      |
| 7                    | Worms, Heppenheim, Wimpfen                         | Cornelius von Heyl zu Herrnsheim | NLP                  |                      |
| 8                    | Bingen, Alzey                                      | Jacob Becker                     | NLP                  |                      |
| 9                    | Mainz, Oppenheim                                   | Eduard David                     | SPD                  |                      |

### Kleinstaaten
| Großherzogtum Mecklenburg-Schwerin    | Großherzogtum Mecklenburg-Schwerin                                | Großherzogtum Mecklenburg-Schwerin | Großherzogtum Mecklenburg-Schwerin | Großherzogtum Mecklenburg-Schwerin |
| ------------------------------------- | ----------------------------------------------------------------- | ---------------------------------- | ---------------------------------- | ---------------------------------- |
| 1                                     | Hagenow, Grevesmühlen                                             | August Pauli                       | Kons                               |                                    |
| 2                                     | Schwerin, Wismar                                                  | Julius Heinrich Zimmermann         | NLP                                |                                    |
| 3                                     | Parchim, Ludwigslust                                              | Hermann Pachnicke                  | FVP                                |                                    |
| 4                                     | Waren, Malchin                                                    | Hugo Wendorff                      | FVP                                |                                    |
| 5                                     | Rostock, Doberan                                                  | Joseph Herzfeld                    | SPD                                |                                    |
| 6                                     | Güstrow, Ribnitz                                                  | Albrecht von Graefe                | Kons                               |                                    |
| Großherzogtum Sachsen-Weimar-Eisenach |                                                                   |                                    |                                    |                                    |
| 1                                     | Weimar, Apolda                                                    | August Baudert                     | SPD                                |                                    |
| 2                                     | Eisenach, Dermbach                                                | Felix Marquart                     | NLP                                |                                    |
| 3                                     | Jena, Neustadt an der Orla                                        | Paul Leutert                       | SPD                                |                                    |
| Großherzogtum Mecklenburg-Strelitz    |                                                                   |                                    |                                    |                                    |
| 1                                     | Neustrelitz, Neubrandenburg, Schönberg                            | Ludwig Roland-Lücke                | NLP                                |                                    |
| Großherzogtum Oldenburg               |                                                                   |                                    |                                    |                                    |
| 1                                     | Oldenburg, Eutin, Birkenfeld                                      | Johann Ahlhorn                     | FVP                                |                                    |
| 2                                     | Jever, Brake, Westerstede, Varel, Elsfleth, Landwürden            | Albert Traeger                     | FVP                                |                                    |
| 3                                     | Vechta, Delmenhorst, Cloppenburg, Wildeshausen, Berne, Friesoythe | Friedrich Mathias von Galen        | Zentrum                            |                                    |
| Herzogtum Braunschweig                |                                                                   |                                    |                                    |                                    |
| 1                                     | Braunschweig, Blankenburg                                         | Wilhelm Blos                       | SPD                                |                                    |
| 2                                     | Helmstedt, Wolfenbüttel                                           | Karl Kleye                         | NLP                                |                                    |
| 3                                     | Holzminden, Gandersheim                                           | Otto Antrick                       | SPD                                |                                    |
| Herzogtum Sachsen-Meiningen           |                                                                   |                                    |                                    |                                    |
| 1                                     | Meiningen, Hildburghausen                                         | Ernst Müller                       | FVP                                |                                    |
| 2                                     | Sonneberg, Saalfeld                                               | Paul Reißhaus                      | SPD                                |                                    |
| Herzogtum Sachsen-Altenburg           |                                                                   |                                    |                                    |                                    |
| 1                                     | Altenburg, Roda                                                   | Hermann Käppler                    | SPD                                |                                    |
| Herzogtum Sachsen-Coburg-Gotha        |                                                                   |                                    |                                    |                                    |
| 1                                     | Coburg                                                            | Hermann Quarck                     | NLP                                |                                    |
| 2                                     | Gotha                                                             | Wilhelm Bock                       | SPD                                |                                    |
| Herzogtum Anhalt                      |                                                                   |                                    |                                    |                                    |
| 1                                     | Dessau, Zerbst                                                    | Wolfgang Heine                     | SPD                                |                                    |
| 2                                     | Bernburg, Köthen, Ballenstedt                                     | Ferdinand Bender                   | SPD                                |                                    |
| Fürstentum Schwarzburg-Rudolstadt     |                                                                   |                                    |                                    |                                    |
| 1                                     | Königsee, Frankenhausen                                           | Arthur Hofmann                     | SPD                                |                                    |
| Fürstentum Schwarzburg-Sondershausen  |                                                                   |                                    |                                    |                                    |
| 1                                     | Sondershausen, Arnstadt, Gehren, Ebeleben                         | Felix Bärwinkel                    | NLP                                |                                    |
| Fürstentum Waldeck-Pyrmont            |                                                                   |                                    |                                    |                                    |
| 1                                     | Waldeck, Pyrmont                                                  | Georg Vietmeyer                    | Antisemiten (WV)                   |                                    |
| Fürstentum Reuß älterer Linie         |                                                                   |                                    |                                    |                                    |
| 1                                     | Greiz, Burgk                                                      | Karl Hermann Förster               | SPD                                |                                    |
| Fürstentum Reuß jüngerer Linie        |                                                                   |                                    |                                    |                                    |
| 1                                     | Gera, Schleiz                                                     | Emanuel Wurm                       | SPD                                |                                    |
| Fürstentum Schaumburg-Lippe           |                                                                   |                                    |                                    |                                    |
| 1                                     | Bückeburg, Stadthagen                                             | Friedrich Krömer                   | FVP                                |                                    |
| Fürstentum Lippe                      |                                                                   |                                    |                                    |                                    |
| 1                                     | Detmold, Lemgo                                                    | Adolf Neumann-Hofer                | FVP                                |                                    |
| Hansestadt Lübeck                     |                                                                   |                                    |                                    |                                    |
| 1                                     | Lübeck                                                            | Theodor Schwartz                   | SPD                                |                                    |
| Freie Hansestadt Bremen               |                                                                   |                                    |                                    |                                    |
| 1                                     | Bremen, Bremerhaven                                               | Alfred Henke                       | SPD                                |                                    |
| Freie und Hansestadt Hamburg          |                                                                   |                                    |                                    |                                    |
| 1                                     | Neustadt, St. Pauli                                               | August Bebel                       | SPD                                |                                    |
| 2                                     | Altstadt, St. Georg, Hammerbrook                                  | Johann Heinrich Wilhelm Dietz      | SPD                                |                                    |
| 3                                     | Vororte und Landherrenschaften                                    | Wilhelm Metzger                    | SPD                                |                                    |

### Elsaß-Lothringen
| Reichsland Elsaß-Lothringen | Reichsland Elsaß-Lothringen | Reichsland Elsaß-Lothringen | Reichsland Elsaß-Lothringen      | Reichsland Elsaß-Lothringen |
| --------------------------- | --------------------------- | --------------------------- | -------------------------------- | --------------------------- |
| 1                           | Altkirch, Thann             | Eugen Ricklin               | Elsaß-Lothringisches Zentrum     |                             |
| 2                           | Mülhausen                   | Leopold Emmel               | SPD                              |                             |
| 3                           | Kolmar                      | Jacques Peirotes            | SPD                              |                             |
| 4                           | Gebweiler                   | Albert Thumann              | Els.-Lothr. Zentrum              |                             |
| 5                           | Rappoltsweiler              | Emile Wetterlé              | Els.-Lothr. Zentrum              |                             |
| 6                           | Schlettstadt                | Dionysius Will              | Els.-Lothr. Zentrum              |                             |
| 7                           | Molsheim, Erstein           | Nicolaus Delsor             | Els.-Lothr. Zentrum              |                             |
| 8                           | Straßburg-Stadt             | Bernhard Böhle              | SPD                              |                             |
| 9                           | Straßburg-Land              | Richard Fuchs               | SPD                              |                             |
| 10                          | Hagenau, Weißenburg         | Karl Hauss                  | Els.-Lothr. Zentrum              |                             |
| 11                          | Zabern                      | Adolf Röser                 | FVP                              |                             |
| 12                          | Saargemünd, Forbach         | Eugen Schatz                | Els.-Lothr. Zentrum              |                             |
| 13                          | Bolchen, Diedenhofen        | August Windeck              | Unabhängige Lothringische Partei |                             |
| 14                          | Metz                        | Georges Weill               | SPD                              |                             |
| 15                          | Saarburg, Chateau-Salins    | Eloy Leveque                | Unabhängige Lothringische Partei |                             |

## Die Fraktionen des 13.Reichstags
Im 13. Reichstag schlossen sich nicht alle Abgeordneten der Fraktion ihrer eigentlichen Partei an. Der DRP-Abgeordnete Schröder (Elbing), der Zentrumsabgeordnete Oppersdorf (Fraustadt) sowie die nationalliberalen Abgeordneten Becker (Bingen) und von Heyl (Worms) traten nicht den Fraktionen ihrer Parteien bei, sondern blieben fraktionslos. Die deutsch-sozialen und christlich-sozialen Abgeordneten bildeten mit dem BdL-Abgeordneten Gebhardt (Homburg) sowie den Abgeordneten Werner (Gießen) und Vietmayer (Waldeck) die Fraktion der Wirtschaftlichen Vereinigung. Die beiden BdL-Abgeordneten Vogt (Hall) und Vogt (Crailsheim) schlossen sich der Fraktion der Konservativen an. Der DBB-Abgeordnete Kerschbaum (Rothenburg/Tauber) trat der Nationalliberalen Fraktion bei. Zu Beginn der 13. Legislaturperiode besaßen die Reichstagsfraktionen die folgende Stärke:
| Sozialdemokraten             | 110 |
| Zentrum                      | 90  |
| Deutschkonservative          | 45  |
| Nationalliberale             | 44  |
| Fortschrittliche Volkspartei | 42  |
| Polen                        | 18  |
| Deutsche Reichspartei        | 13  |
| Elsaß-Lothringer             | 9   |
| Wirtschaftliche Vereinigung  | 8   |
| Deutsch-Hannoversche Partei  | 5   |
| Deutsche Reformpartei        | 3   |
| Fraktionslose                | 10  |

Im Verlauf der Legislaturperiode änderte sich aufgrund von Nachwahlen, Abspaltungen und Fraktionswechseln mehrfach sowohl die Anzahl als auch die Stärke der einzelnen Fraktionen.

## Begleitumstände
Bei den Wahlen von 1912 engagierten sich besonders viele Frauen im Wahlkampf, obwohl sie noch nicht wählen durften – auch wenn viele dieses Ziel in nicht mehr weiter Ferne wähnten. Neben den Sozialistinnen setzten sich viele liberale Frauen für die Parteien ein. So organisierten sie beispielsweise in Städten „Vertrauenfrauen“, die mit der Basis der Frauen Fühlung haben sollten, sie verteilten Flugblätter und hielten Versammlungen ab. Durch dieses Engagement gelang es den Frauen, auch konservative Zeitgenossen für ihre Sache einzunehmen.
Die Reichstagswahl im Januar 1912 brachte der SPD hohe Stimmengewinne. Der politische Antisemitismus und die Parteien der Antisemiten spielten hingegen keine Rolle mehr und konnten nur noch 2,5 Prozent der Stimmen erringen. Radikale Antisemiten sprachen daher frustriert von der „Judenwahl“ und erklärten, die Reichstagsmehrheit sei vom „jüdischen Golde“ beherrscht.

## Geschichte des 13.Reichstags 1912 bis 1918

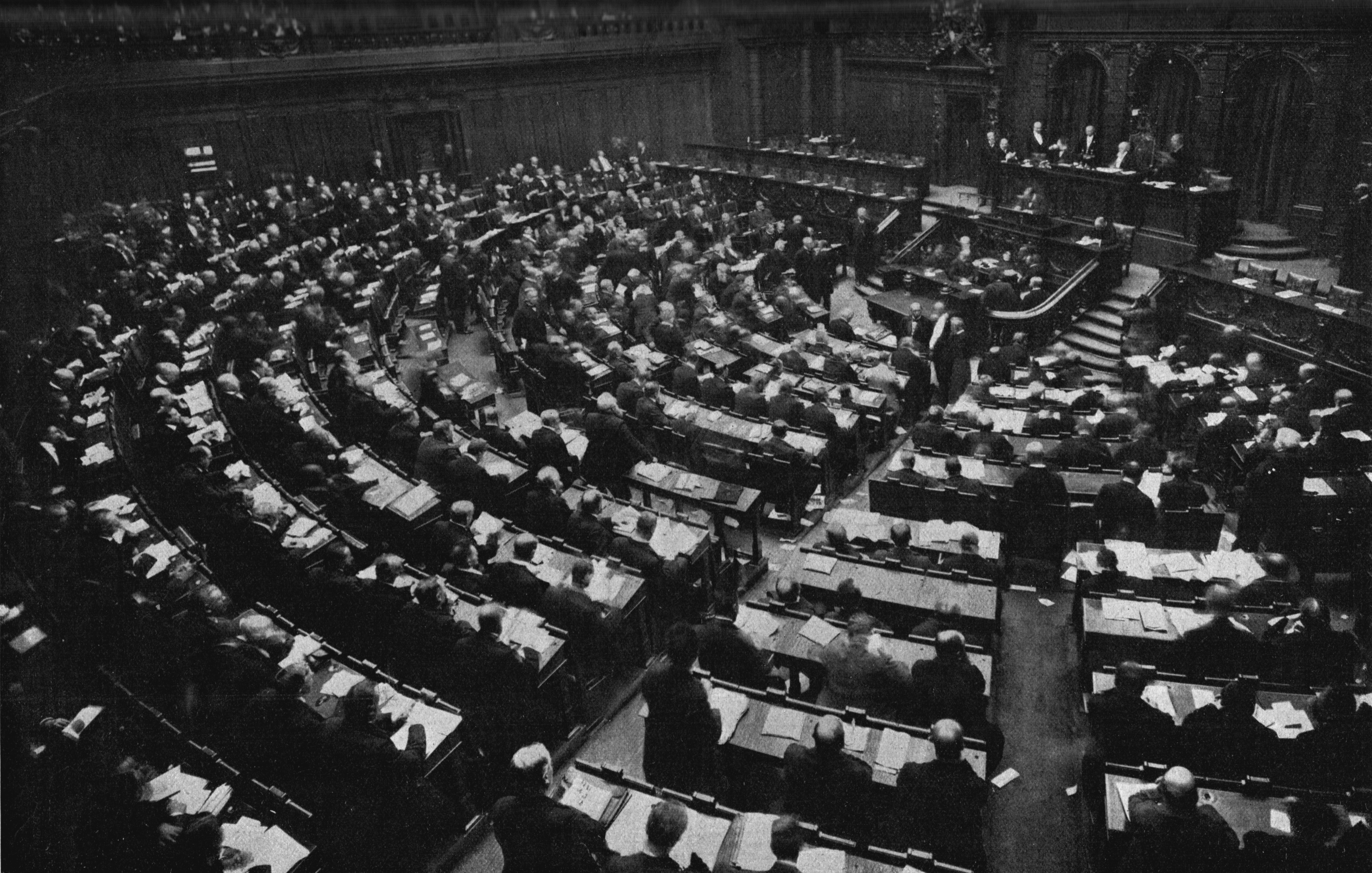
Die Eröffnung des 13. Reichstags am 7. Februar 1912 unter dem Vorsitz des 82-jährigen Alterspräsidenten Albert Traeger, der einige Wochen später verstarb.

Den linken Kräften gelang es in den Friedensjahren nicht, den von jeher schwachen Reichstag zu stärken. Nach Ausbruch des Ersten Weltkriegs waren alle Parteien im „Burgfrieden“ vereint, auch die vorher anti-militaristische SPD stimmte daher für die Kriegskredite. Im Verlauf des Krieges kam es in dieser Frage zu innerparteilichen Auseinandersetzungen, in deren Folge eine Gruppe von Abgeordneten sich abspaltete und die USPD gründete.
Unterdessen waren 1916 neben dem Zentrum auch die Nationalliberalen unter Führung Gustav Stresemanns mit der Forderung nach mehr parlamentarischer Kontrolle an die Seite von SPD und FVP getreten. Diese neue Konstellation währte allerdings nicht lange, und die von Zentrum, FVP und SPD vertretene Friedensresolution vom 19. Juli 1917 lehnten Nationalliberale wie Konservative ab. Das Parlament, dessen Neuwahl wegen des Krieges verschoben wurde, blieb ohnehin gegen die Oberste Heeresleitung machtlos. Erst am 28. Oktober 1918, wenige Tage vor der Niederlage und der Novemberrevolution, nahm der Reichstag Reformvorschläge des Kanzlers Max von Baden an (so genannte Oktoberverfassung), die einen deutlichen Schritt zum Parlamentarismus bedeutet hätten. Durch die folgenden Ereignisse wurden diese aber überholt.
Der Reichstag war für fünf Jahre gewählt worden, so dass 1917 eine Neuwahl angestanden hätte. Gesetze verlängerten die Legislaturperiode jedoch um jeweils ein Jahr. Man befürchtete, dass bei einer Neuwahl im Krieg die Linken oder die Linksradikalen stärker werden würden. Allerdings wurde dreißigmal ein frei gewordenes Abgeordnetenmandat durch eine Nachwahl besetzt.